# Sylvain Allemand
Pour les articles homonymes, voir Allemand (homonymie).
Sylvain Allemand, né le 10 juin 1967, est un journaliste et un essayiste français.

## Biographie
Né en 1967, il est le fils de Francette Vernillat (comédienne) et de Bernard Bimont (professeur de théâtre). Ancien élève du Lycée Lakanal (Sceaux) où il a poursuivi sa scolarité de la seconde jusqu'à la khâgne S, il est diplômé de l'Institut d'études politiques de Paris et titulaire d'une maîtrise d'Histoire (Paris IV-Sorbonne). 
Ancien journaliste au magazine Sciences Humaines, il a collaboré avec plusieurs médias (Libération, Urbanisme,...). Depuis plusieurs années, il chronique des ouvrages pour Alternatives économiques et, depuis 2011, anime le site web Média Paris-Saclay, qui se propose de rendre compte de la "sociodiversité" de l'écosystème de Paris-Saclay, le pôle technologique du Grand Paris.
Depuis près d'une vingtaine d'années, il suit l'actualité de la recherche, des initiatives et des débats relatifs au développement durable, auquel il a consacré plusieurs publications, en promouvant l'idée d'un développement durable comme "notion transitionnelle". Ces dernières années, son attention s'est également portée sur les enjeux de l'innovation territoriale. A ce titre, il a réalisé de très nombreuses interviews (avec des universitaires, des élus, des praticiens, des entrepreneurs,...).
Son approche de l'actualité est très largement imprégnée des principes de la « prospective du présent », théorisée et mise en pratique par Edith Heurgon, auprès de grandes entreprises et de collectivités, ainsi qu'au travers de colloques de Cerisy.
Auteur de nombreux ouvrages, dont plusieurs traduits (voir ci-après), il a conçu et dirigé les collections « Comment je suis devenu... » (aux éditions du CB) et « Modes de ville » (avec Jean-Paul Arif, éditions des Carnets de l'info). En 2019, il crée Sérendip'éditions (une structure d'autoédition, destinée à faire découvrir des univers professionnels, scientifiques, artistiques... au travers de personnes interviewées).
Depuis une vingtaine d'années, il anime régulièrement des tables-rondes pour le compte de collectivités, d'institutions publiques ou privées, dans le cadre de colloques, de séminaires, de festivals, sur le thème du développement durable ou des enjeux relatifs à la ville, aux mobilités, à l'habitat, à l'innovation... Il a participé, au titre d'animateur, au Festival international de géographie de Saint-Dié-des-Vosges, aux Rencontres des Géographes du Pays de Salignac,... 
Membre du Conseil d'administration (Secrétaire général), du Centre culturel international de Cerisy-la-Salle (CCIC), il y a codirigé plusieurs colloques :
- 2022 : « Loger Mobiles, le logement au défi des mobilités » (en codirection avec Olivier Lecointe et Mireille Apel-Muller, Jean-Baptiste Marie).
- 2018: « Crises de la ville, futurs de l'urbain »
- 2014 : « Les nourritures jardinières dans les sociétés urbanisées »
- 2012 : « Renouveau des jardins : clés pour un monde durable ? »
- 2010 : « Pontigny-Cerisy (1910-2010) : un siècle de rencontres au service de la pensée », en codirection avec Édith Heurgon et des membres du CA de Cerisy ;
- 2009 : « Une Normandie sensible : regards croisés de géographes et de plasticiens », en codirection avec F. Best et M. Frémont ;
- 2007 : « Développement durable : nouvelles voix, nouveaux passages » en codirection avec Édith Heurgon ;
- 2006 : « L’aménagement du territoire : changement de temps, changement d’espace », avec Armand Frémont et E. Heurgon ;
- 2003 : « Les Sens du mouvement », avec François Ascher et Jacques Lévy.

## Publications
- 2000 : Questionner le racisme : essai et anthologie (en collab. avec Dominique Schnapper), Gallimard éducation (traduit en grec)
- 2002 : La mondialisation (en collab. avec Jean-Claude Ruano-Borbalan), Le Cavalier Bleu (rééditions ultérieures ; traduit en japonais et en portugais)
- 2005 : Les sens du mouvement (en collab. avec François Ascher et Jacques Lévy), Belin
- 2005 : Les nouveaux utopistes de l'économie, Autrement
- 2005 : La géographie contemporaine (en collab. avec René-Éric Dagorn et Olivier Vilaça), Le Cavalier Bleu
- 2006 : La microfinance n'est plus une utopie ! (avec des photographies de Hermance Triay), Autrement
- 2006 : Siffler en travaillant ? Les droits de l'homme au travail : un état des lieux (en collab. avec Michel Miné), Le Cavalier Bleu
- 2006 : Le développement durable. Au regard de la prospective du présent, L'Harmattan
- 2007 : Délocalisations : la catastrophe n'aura pas lieu, Les Carnets de l'Info
- 2007 : Les paradoxes du développement durable, Le Cavalier Bleu
- 2007 : Comment je suis devenu géographe, Le Cavalier Bleu (traduit en japonais - 2017)
- 2007 : Déclin : la France est-elle menacée ?, Scrineo
- 2008 : Le commerce équitable (en collab. avec Isabel Soubelet), Le Cavalier Bleu
- 2008 : Apprendre la mobilité : les ateliers mobilité, une expérience originale (préface de Pierre Mongin), Le Cavalier Bleu
- 2008 : Entre valeurs et croissance : le commerce équitable en question : rencontre avec les fondateurs d'Ethiquable, Stéphane Comar, Christophe Eberhart et Rémi Roux, Les carnets de l'Info
- 2008 : Aménagement du territoire : changement de temps, changement d'espace (dir. de la publication, en collab. avec Armand Frémont et Édith Heurgon, actes du Colloque de Cerisy (27 septembre-2 octobre 2006), Presses universitaires de Caen
- 2008 : Comment je suis devenu journaliste, Le CB
- 2009 : Sous la ville durable, le génie urbain, Les Carnets de l'Info
- 2010 : Pourquoi le développement durable ?, Belin
- 2011 : La Microfinance, Ellipses
- 2011 : Culture, Tourisme et territoire, des synergies à construire, coordination, éditions La Librairie des territoires
- 2011 : De Pontigny à Cerisy : des lieux pour « penser avec ensemble », en codirection avec Edith Heurgon et Claire Paulhan, éditions Hermann
- 2012 : Développement durable : et moi, qu'est-ce que je peux faire ?, éditions Edilivre
- 2012 : Une femme-monde, rencontre avec Catherine Espinasse, éditions Edilivre
- 2012 : Quand des territoires interpellent les chercheurs, en coordination avec V. Auffroy, J. Renaud et D. Royoux, éditions de La librairie des territoires
- 2012 : Une Normandie sensible, regards croisés de géographes et de peintres, Presses Universitaires de Caen et de Rennes
- 2013 : Comment bien se nourrir sans dévorer la planète (actes des Rencontres auxerroises du développement durable 2012), coordination, Edilivre,
- 2013 : Une prospective-action pour un urbanisme du mouvement, préface d’Edith Heurgon, postface de Dominique Boullier, Edilivre
- 2013 : De l'économie de la connaissance à une cité solidaire des savoirs, en coordination avec Dominique Royoux, Edilivre, 2013
- 2014 : L'eau, un bien commun à protéger ? (direction), Actes des Rencontres Auxerroises du Développement Durable 2013, éditions HD
- 2014 : Renouveau des jardins : clés d'un monde durable ?, en codirection avec Edith Heurgon et Sophie de Paillette (préface de Erik Orsenna et postface de Gilles Clément), colloque de Cerisy / éditions Hermann
- 2015 : Les nourritures jardinières dans les sociétés urbanisées, en codirection avec Edith Heurgon, Colloque de Cerisy / éditions Hermann
- 2016 : Cultures et créations dans les Métropoles-monde, en collaboration avec Edith Heurgon, codirigé par Michel Lussault et Olivier Mongin, Hermann, septembre
- 2017 : Rochefort et la nouvelle Hermione. Embarquement dans un projet urbain (préface de Jean-Louis Frot, postface de Michel Micheau), éditions HD
- 2018 : Le périurbain, un espace à vivre, en codirection avec Florian Muzard, éditions Parenthèses
- 2019 : Matières à conter, avec Sylvie Mombo, Sérendip'éditions
- 2019 : MSH Paris-Saclay, 5 ans d'interdisciplinarité sur un plateau, sous la direction d'André Torre, entretiens réalisés par Sylvain Allemand, MSH Paris-Saclay
- 2020 : Objectif ZAN ? Apprendre du périurbain et des campagnes urbaines, PUCA
- 2020 : Cerisy au prisme de Paris-Saclay et vice versa, Sérendip'éditions (disponible au Centre culturel international de Cerisy et de librairies indépendantes)
- 2020 : Villes et territoires résilients, codirigé par Sabine Chardonnet-Darmaillacq, Éric Lesueur, Dinah Louda, Cécile Maisonneuve, Chloë Voisin-Bormut et avec le concours de Sylvain Allemand, éditions Hermann
- 2021 : Paysages et énergies, une mise en perspective historique, éditions Hermann
- 2021 : Égogéographies par temps de (dé)confinement, Sérendip'éditions.
- 2022 : Demain, les villes ?, Presses universitaires de Rennes.
- 2022 : Un art du (dé)confinement. Retour sur une expérience cerisyenne, Sérendip'éditions (diffusion sur commande).
- 2022 : Du développement durable aux transitions ? (coord.), éditions Hermann.
- 2023 : Loger mobiles. Le logement au défi des mobilités, en codirection avec Mireille Apel-Muller, Olivier Lecointe et Jean-Marie Baptiste; éditions Hermann
- 2023 : Usages contemporains du rêve. Retour sur une expérience cerisyenne (saison 2), Sérendip'éditions (diffusion sur commande).
- 2024 : Des architectes pleins d'égards. Rencontre avec Caroline Ziajka et Lionel Debs, Sérendip'éditions (à paraître).

## Autres publications
Sylvain Allemand est l'auteur de nombreux articles et de contributions d'ouvrages. Citons :
- 2019 : préface de Tous volontaires au monde. Jardiniers du bien commun, Édith Heurgon et Alain Raymond, éditions Hermann .
- 2022 : Produire ensemble des connaissances pour l’avenir des territoires : Le Programme Pour et Sur le Développement Régional, Torre A., Wallet F., Nguyen Ba (codirecteurs), INRAE, PSDR - ouvrage numérique (pour y accéder : http://www.psdr.fr/archives/INS1750PDFN1.pdf) : entretiens avec des chercheurs ayant participé au PSDR2.
- 2022 : La traduction dans une société interculturelle, Niall Bond, Philiep Bossier, Dinah Louda (dir.) : retranscriptions de tables rondes ; chronique du film Signer de Nurith Aviv.

## Éditeur
Au titre de ses activités d'éditeur ou de directeur de collection, Sylvain Allemand a publié plusieurs auteurs, citons : 
- Paul Claval, Embellir et ennoblir, de l'architecture à l'urbanisme, collection " Modes de ville ", Scrineo, 2011.
- Paul Claval, Itinéraires et rencontres, Sérendip'éditions, 2022.
- Jean-Pierre Orfeuil, Marc Wiel, Grand Paris, sortir des illusions, approfondir les ambitions, collection " Modes de ville ", Scrineo, 2012.

## Autres
Sylvain Allemand est/a été membre de plusieurs jurys :
- le prix Mobilithèse (Forum Vies Mobiles) ;
- président du jury du poster scientifique (Festival international de géographie de Saint-Dié-des-Vosges), 2001-2005 ;
- membre du jury du Prix Ptolémée audiovisuel (idem), 2000-2004 ;
- membre du jury Géo d’or pour les systèmes d’information géographique (Salon de géo-environnement), 2003-2005 ;